# サウスタウン
サウスタウン(South Town)は、エス・エヌ・ケイのテレビゲームに登場する架空の都市。
アメリカ合衆国にあるとされ、北アメリカ大陸の南東部、大西洋側（おそらく、フロリダの最西部あたり）に位置している貿易都市で、『餓狼伝説』や『龍虎の拳』、『ザ・キング・オブ・ファイターズ』等、エス・エヌ・ケイの数々のゲームの舞台となっている。しかしゲームシリーズによって設定などが少し異なる部分があるので、区別が必要。（『餓狼伝説』、『龍虎の拳』、『KOF』）
サウスタウンの近隣には、『餓狼 MARK OF THE WOLVES』の舞台である「セカンドサウス」が存在する。また、サウスタウンの北西に。、『Art Of Fighting 龍虎の拳外伝』の舞台となる街「グラスヒル・バレー」が存在するとされている。

## 歴史
17世紀頃、イギリスから流れてきたピューリタンの一行がサウスタウンの基礎を作ったとされている。その後アメリカの動乱があったが、サウスタウンは人々を引きつけるカリスマ的な力があった。
やがて人で賑わい、貿易都市として成長したが、イタリアから流れてきたマフィアにより治安が悪化した。その後、サウスタウンに独自に発生した犯罪組織、19世紀末頃に移民して来た華僑の一部のチャイニーズマフィアの勢力も台頭し、イタリアンマフィア・地元犯罪組織・チャイニーズマフィアによる三つ巴の抗争が勃発した。
第二次世界大戦終結後、イタリアンマフィアとチャイニーズマフィアは沈黙し、サウスタウンに平和が訪れた。しかし、『龍虎の拳2』では、影を潜めていた地元犯罪組織は着実に力を取り戻しつつあり、平和は仮初めのものだった。やがて犯罪組織の実力者として、ギース・ハワードが台頭し始め、同じ組織内の元軍人であり地元犯罪組織やマフィアの一部を束ねていたMr.ビッグと対立を深めていく事となる。
『餓狼伝説』では、元全米マーシャルアーツチャンピオンの、「殺し屋」の異名を持つギース・ハワードが巨大企業ハワードコネクションの総帥になり、街を支配していた。
アニメ『バトルファイターズ 餓狼伝説』では、小説版（小学館スーパークエスト文庫）で語られた設定によると、第2次大戦後に流れ込んできた移民を中心とした低所得者層を住まわせる為に合衆国政府が作った人工島であるとされている。しかし満足な社会保障は与えられなかったため、居住者の生活は困窮した。また正規の移住者以外にも密入国者などが集まってしまい、結果的にスラム化が進行した。これがマフィアを筆頭とした犯罪組織の跋扈、ひいてはギース率いるハワードコネクションの台頭を許し、それらの組織と市政や警察が癒着するという腐敗を招く一因となった。

## 地理
イーストアイランド
サウスタウン南東部に位置する人工島。「キング・オブ・ザ・ファイターズ」の開催専用地となる（龍虎の拳2）。後に『餓狼伝説』での「キング・オブ・ザ・ファイターズ」の物語の中心舞台。
サウスタウンベイ
サウスタウンの港口でもある湾。陸地には閑静な高級住宅街が軒を連ねており、ガルシア家の別荘もある。
セントラルシティ
サウスタウンの中心にある都市。後述のチャイナタウン等がある。
ポートタウン
町の南西に位置する港町。貿易港であるが軍港としても利用されており、アメリカ海軍の空母が母港としている。しかし治安が非常に悪い。

## 地域・施設

### イーストアイランド
サウンドビーチ
砂浜がきれいなビーチ。波があるのでサーフィンにも適している。海沿いにホテル等も揃っているのでサウスタウン有数のリゾート地となっている。
登場ゲーム：餓狼伝説（マイケル・マックスステージ）、餓狼伝説3（テリー・ボガードステージ）、リアルバウト餓狼伝説（桟橋）、スロット餓狼伝説スペシャル、スロット餓狼伝説☆双撃（テリー・ボガードステージ）
ギースタワー
イーストアイランドの東側にある小島に位置する、ハワードコネクションの会長ギース・ハワードが居を構える高層ビル。最上部の階層は和風の装いを施され、空中にまで突き出た舞台がある。
ギースがボガード兄弟に敗れて死亡した（リアルバウト餓狼伝説）後は廃墟となるも、ある種の畏敬の念をもってこの名で呼ばれ続けている。
登場ゲーム：餓狼伝説シリーズ（ギース・ハワードステージ）、龍虎の拳２（ギース・ハワードステージ）、パチスロ龍虎の拳
パオパオカフェ
カポエイラの達人でもあるリチャード・マイヤが経営するレストラン。「キング・オブ・ザ・ファイターズ」（餓狼伝説）でレストラン内を対戦の会場とする事で人々の注目を集めた。後に3号店まで支店を持つ（KOF MAXIMAM IMPACT 2）。
登場ゲーム：餓狼伝説（リチャード・マイヤステージ）
ウエストサブウェイ
イーストアイランドの中央を横断している地下鉄。駅前地上には広場がある。
登場ゲーム：餓狼伝説（ダック・キングステージ）、リアルバウト餓狼伝説（構内）
サウスタウンブリッジ
イーストアイランドの東にある小島に繋がる橋。
登場ゲーム：餓狼伝説（ビリー・カーンステージ）、リアルバウト餓狼伝説
ハワードエリア
イーストアイランド中央部に位置する閑静な場所。周りが高層ビルに囲まれているがこのエリアは中華風の建物が建っている。
なお『餓狼伝説』においては「ハワード・アリーナ」の名称で登場している。その名称通り、ギースの寄付（出資）によって建設された多目的競技場（アリーナ）で、アニメ『バトルファイターズ餓狼伝説』においてはギース主催のキング・オブ・ザ・ファイターズの会場だった。
登場ゲーム：餓狼伝説（タン・フー・ルーステージ）、餓狼伝説3（アンディ・ボガードステージ）、龍虎の拳2（Mr.ビッグステージ・駐車場ビル）
ハッピーパーク
モダンな住宅街が並ぶ公園。
登場ゲーム：餓狼伝説（ホア・ジャイステージ）
ドリームアミューズメントパーク
観覧車、ジェットコースターなどのアトラクションを揃えた遊園地。ギースが経営しており、『餓狼伝説』の時代には、裏社会の人間がその広大さと喧騒を利用して様々な取引に利用する場所でもあった。しかし、ギースがボガード兄弟に敗れて姿を消している間に経営権が他者に移り、後述のサウスタウンパークとの競争に敗れた末に一旦閉園し、『餓狼伝説3』時代には廃れている。
登場ゲーム：餓狼伝説（ライデンステージ）、餓狼伝説3（望月双角ステージ）

### サウスタウンベイ周辺
高級住宅街
サウスタウンの裕福層が住む地区。ガルシア家の別荘もある。
登場ゲーム：龍虎の拳2（ロバート・ガルシアステージ）
極限流道場
サウスタウンベイに位置する、タクマ・サカザキが経営する道場。極限流の師範代面々の活躍で入門希望門下生は大勢来る。しかしKOFシリーズの世界では（特に2001以降）半端のないシゴキによりすぐ辞めることが多く、経営難になることもある。極限流については「極限流空手」を参照のこと。
登場ゲーム：龍虎の拳2（タクマ・サカザキステージ）
極限焼肉
『KOFXⅣ』『KOFXⅤ』に登場。道場経営のうまくいっていなかったタクマが副業として開業した焼肉店。閉店したコンビニの跡地に設けられ、以前は蕎麦屋であったとされている。経営センスのあるロバートやリチャードのアドバイスもあって、収入に関しては極限流道場と段違いで良いのだが、それ故にタクマは武道よりも焼肉店の経営に夢中になってしまっており、リョウやマルコを呆れさせている。
登場ゲーム：ザ・キング・オブ・ファイターズ

### セントラルシティ
チャイナタウン
19世紀頃の渡ってきた華僑によってセントラルシティに形成された都市。リー・パイロンが薬屋を開いた土地。『餓狼伝説』シリーズの時代には、李香緋の母方の大叔父である白大人によって、束ねられている。
登場ゲーム：龍虎の拳2（リー・パイロンステージ）、パチンコCR餓狼伝説☆双撃
李漢方舘
チャイナタウンに位置する、リー・パイロンが経営する薬屋。薬の開発に余念がなく、奇跡の新薬の開発を成功した事がある。
登場ゲーム：龍虎の拳（リー・パイロンステージ）
サウスタウンパーク
セントラルシティ中心部に広がる広大な公園。アトラクションテント等もあり、小規模の遊園地のようなアトラクションもある。
登場ゲーム：龍虎の拳2（キングステージ）
MAC'S BAR
セントラルシティのダウンタウンにあるバー。ジャック・ターナー率いる「BLACK CATS」がたまり場にしている。
登場ゲーム：龍虎の拳シリーズ（ジャック・ターナーステージ）
レストラン ラ・モール
ポートタウン有数の高級レストラン。キングがバー「イリュージョン」を開業する前は、バウンサー（用心棒）として雇われていた。
アニメ『バトルスピリッツ 龍虎の拳』にも登場。原作通りキングがバウンサーとして雇われている高級レストランである反面、悪徳権力者達の集まっている違法賭博の温床になっている。
登場ゲーム：龍虎の拳（キングステージ）
KARUTA
セントラルシティに位置する、藤堂竜白が経営する和風の料亭。漢字でそれぞれ「商売」「繁盛」と掛かれた巨大な提灯が飾られている。他にもサウスタウンに古武術を教えている本道場が存在し、門下生が多少はいる模様。ちなみに日本の道場は、竜白の妻である志津子が預かっている。
登場ゲーム：龍虎の拳（藤堂竜白ステージ）
フィットネスクラブ
セントラルシティ駅前にあるフィットネスクラブ。
登場ゲーム：龍虎の拳2（ユリ・サカザキステージ）
ボクシングジム
セントラルシティの北東に位置する動物園付近にある、倉庫を改造して造られたボクシングジム。
登場ゲーム：龍虎の拳2（ミッキー・ロジャースステージ）
ナショナルパーク
セントラルシティの北東の郊外に位置する、自然豊かな公園で牧場等もある。自然が豊か過ぎてワニが放し飼いになっていたりする。付近には元アメリカ海軍のジョン・クローリーの自家飛行場もある。
登場ゲーム：龍虎の拳2（リョウ・サカザキ、ジョン・クローリーステージ）、餓狼伝説3（ジョー・ヒガシステージ）
サウスタウンエアポート
『龍虎の拳2』の時代の近い年に完成した空港。日本への直通便もある。飛行機の製造工場もあり、労働者が日夜働いている。
登場ゲーム：龍虎の拳2（如月影二ステージ）、餓狼伝説3（フランコ・バッシュステージ）、ザ・キング・オブ・ファイターズ 京
パウパオカフェ2号店
リチャードのカポエイラの弟子でもあるボブ・ウィルソンが店長を務めている店。イーストアイランドのパオパオカフェの2号店。
登場ゲーム：餓狼伝説3（ボブ・ウィルソンステージ）
イーストサイドパーク
セントラルシティの南側に位置する、水族館や各アトラクションがある巨大テーマパーク。
登場ゲーム：餓狼伝説3（不知火舞ステージ）、リアルバウト餓狼伝説
サウスステーション
ポートダウンタウン付近にある、幾多の軌道を持つ規模の大きい駅。だが閑散としている。蒸気機関車等も走っていた。
登場ゲーム：餓狼伝説3（山崎竜二ステージ）
デルタパーク
セントラルシティの南東、サウスタウンブリッジ付近にある公園。敷地は道路に囲まれて三角形の形をしている。森林に包まれた神秘的な場所。
3人の建築家がそれぞれ「水」「森」「火」をテーマにデザインした中国庭園風の3つのエリアに分かれており、「水」と「森」のエリアは龍の彫像を配置した穏やかな風景だが、「火」のエリアは担当した建築家が「人間の深層意識に眠るある種の禍々しさを表現しようとした」とされ、動物の骨を組み合わせたようなオブジェが配置されたりと異様な風景となっている。
登場ゲーム：餓狼伝説3（秦崇雷、秦崇秀ステージ）
パイオニアプラザ
ナチュラルパークの更に北西に位置しており、規模の大きい教会がある。
登場ゲーム：餓狼伝説3（ブルー・マリーステージ）

### ポートタウン
ポートタウンドッグ
ポートタウンにある船着場。サウスタウン駐屯のアメリカ海軍所有の母艦、海母シーグラップス号が停まっていることがある。また貿易品などを貯蔵する倉庫が連なっている。
登場ゲーム：龍虎の拳（ジョン・クローリーステージ）、龍虎の拳2（テムジンステージ）、餓狼伝説3（ホンフゥステージ）
ダウンタウン
ポートタウンで一番治安が悪い。
登場ゲーム：龍虎の拳（ミッキー・ロジャースステージ）
ファクトリー
ポートタウンにある廃工場。ユリ・サカザキ誘拐事件の頃にMr.ビッグがアジトとして利用していた。
登場ゲーム：龍虎の拳（Mr.ビッグステージ）
空手道場（THE KARATE GYM）
ポートタウンにある空手道場。だが内部は半ば廃墟と化している。
登場ゲーム：龍虎の拳（Mr.KARATEステージ）

## 舞台となった作品
- 餓狼伝説
- 餓狼伝説3
- リアルバウト餓狼伝説
- 餓狼伝説 WILD AMBITION
- 龍虎の拳
- 龍虎の拳2
- ザ・キング・オブ・ファイターズ 京
- ザ・キング・オブ・ファイターズ2000
- KOF MAXIMUM IMPACT
- KOF MAXIMUM IMPACT 2
- 餓狼伝説 (パチスロ)
- 餓狼伝説Special (パチスロ)
- 餓狼伝説☆双撃（パチンコ、パチスロ）